# 神戸捨二
神戸 捨二（かんべ すてじ、1901年12月6日 - 1975年6月1日）は、日本の経営者。京都府京都市出身。

## 経歴
1925年に東京帝国大学法学部独法学科を卒業し、同年に安田銀行に入行。安田保善社、帝国ピストンリングでの勤務を経て、1945年に沖電気工業常務に就任し、1947年に専務を経て、1949年に社長に就任。1966年から1972年までに会長を務めた。
1962年に藍綬褒章を受章し、1972年5月に勲二等瑞宝章を受章。
1975年6月1日心不全のために死去。73歳没。